# ماریو تورتول

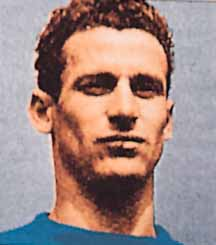
ماریو تورتول

ماریو تورتول (به ایتالیایی: Mario Tortul) بازیکن فوتبال و اهل ایتالیا است که از سال ۱۹۵۶ میلادی عضو تیم ملی فوتبال ایتالیا بوده و در ۱ بازی ملی حضور داشته‌است. او در بازی‌های ملی‌اش گلی به ثمر نرساند.
ماریو تورتول آخرین بازی ملی خود را در سال ۱۹۵۶ میلادی انجام داد.